# Micropsectra sedna
Micropsectra sedna är en tvåvingeart som först beskrevs av Oliver 1976.  Micropsectra sedna ingår i släktet Micropsectra och familjen fjädermyggor.
Artens utbredningsområde är Northwest Territories, Kanada. Inga underarter finns listade i Catalogue of Life.